# 多輻兵鯰
多輻兵鯰又名多輻弓背鯰，為輻鰭魚綱鯰形目美鯰科的其中一種，為熱帶淡水魚。分布於南美洲亞馬遜河西部流域，棲息在底中層水域，體長可達6.7-10公分，生活習性不明。

## 扩展阅读
維基物種上的相關：多輻兵鯰